# Andrzej Iskrzycki
Andrzej Tomasz Iskrzycki (ur. 20 listopada 1951 w Nowym Targu) – polski hokeista, olimpijczyk.

## Życiorys
Absolwent Technikum Mechanicznego. Zawodnik grający na pozycji obrońcy. Wychowanek i gracz Podhala Nowy Targ. Z drużyną tą w latach 1971, 1972, 1974–1979 zdobywał złoty medal mistrzostw Polski.
Z reprezentacją Polski wystąpił w Igrzyskach Olimpijskich w Innsbrucku w 1976.